# Auguste Iloki
Auguste Iloki (ur. 15 grudnia 1950 w Bokombo) – kongijski prawnik, od 2012 roku jest prezesem Sądu Konstytucyjnego Konga.

## Dzieciństwo i młodość
Auguste Iloki urodził się 15 grudnia 1950 roku w Bokombo w departamencie Cuvette w Republice Konga. W 1965 roku ukończył szkołę podstawową uzyskując Certificat d’Etudes Primaires Elémentaires. Studiował na Université Marien-Ngouabi na kierunku prawniczym, studia ukończył w 1976 roku. W 1978 ukończył Université de Paris X, gdzie uzyskał dyplom z prawa gospodarczego. W tym samym roku ukończył również French National School for the Judiciary. Pracę magisterską na temat le licenciement individuel en droit congolais et en droit français obronił na Université de Paris II Panthéon-Assas. Posiada doktorat w dziedzinie prawa.

## Kariera prawnicza
Od 15 grudnia 1979 roku był sędzią w Tribunal de Grande Instance Brazzaville. W 1981 roku został radcą prawnym Ministra Sprawiedliwości. W listopadzie 1981 roku został mianowany radcą Sądu Apelacyjnego w Brazzaville, a od lutego 1983 roku był dyrektorem gabinetu ministra sprawiedliwości, stanowisko to pełnił do maja 1986 roku. Od maja 1986 roku do lipca 1991 był prezesem Sądu Ludowego w Brazzaville (fr. Tribunal Populaire de commune de Brazzaville).
Od 1991 do 1992 roku był doradcą prawno-administracyjnym prezydenta Republiki Konga. Od 1992 roku był doradcą prawno-administracyjnym przewodniczącego Zgromadzenia Narodowego oraz sędzią Sądu Najwyższego. W 1998 roku został powołany na stanowisko Prezesa Izby Administracyjno-Konstytucyjnej Sądu Najwyższego (fr. Chambre administrative et constitutionnelle de la Cour suprême). W 2003 roku został mianowany wiceprezesem Sądu Konstytucyjnego Konga.
Od 1982 roku jest wykładowcą na Université Marien Ngouabi oraz w Krajowej Szkole Administracji i Sądownictwa w Brazzaville.
17 września 2012 roku został mianowany prezesem Sądu Konstytucyjnego Konga, zastąpił na tym stanowisku Rard Bitsindou.

## Publikacje
Auguste Iloki napisał kilka artykułów i publikacji:
- le droit du licenciement au Congo (2000)
- le recours pour excès de pouvoir au Congo (2002)
- le droit du divorce au Congo (2004)
- le droit des successions au Congo, tome 1 (2006)
- le droit des successions au Congo, tome 2 (2006)
- le droit du mariage au Congo (2008)
- le droit des parcelles de terrain au Congo, tome 1 (2010)
- le droit des parcelles de terrain au Congo, tome 2 (2012)

## Życie prywatne
Auguste Iloki jest żonaty i ma siedmioro dzieci.

## Odznaczenia i wyróżnienia
- Kongijski Order Zasługi (fr. Ordre du Mérite congolais) – Officier[1][3]